# Miroslav Donutil
Miroslav Donutil (n. 7 februarie 1951, Třebíč, Cehoslovacia) este un actor, moderator, entertainer și cântăreț ceh. Este un fost membru al Teatrului Național din Praga.

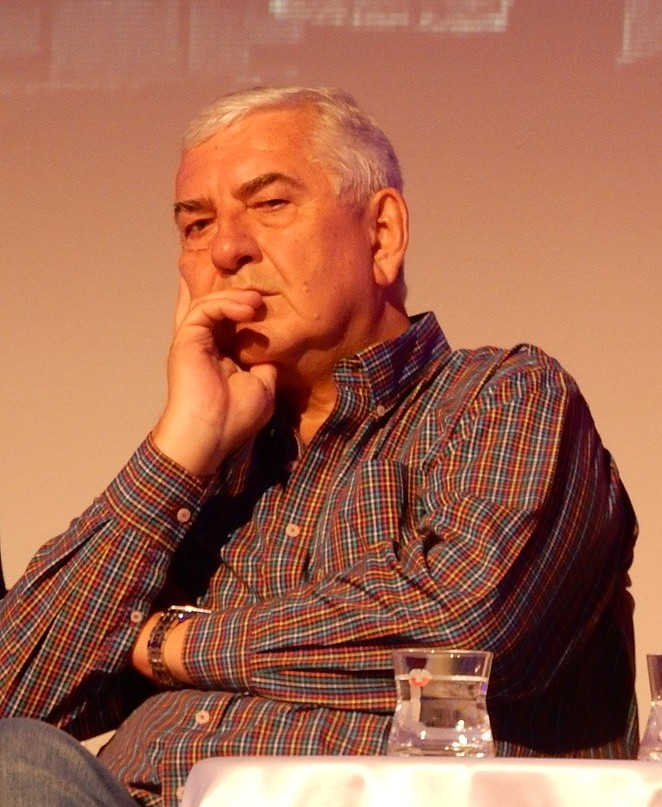
Miroslav Donutil (2016)

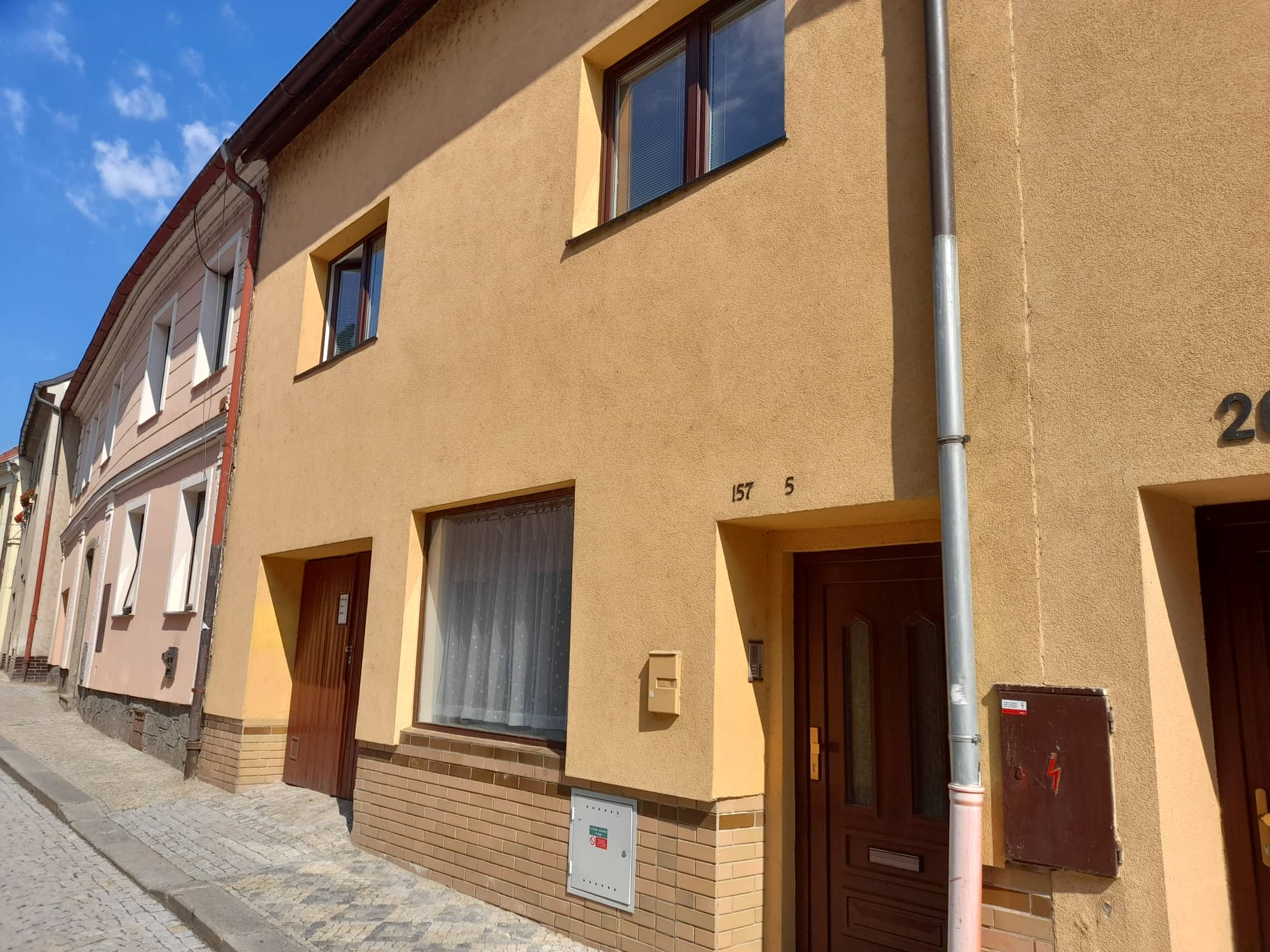
Casa natală a lui Miroslav Donutil de pe strada Hlavova din Třebíč

În 2021 a primit cetățenia de onoare a orașului Třebíč.